# 세인트빈센트 그레나딘의 구

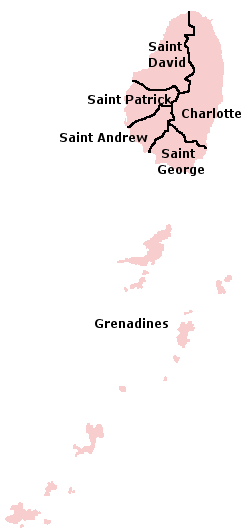
세인트빈센트 그레나딘의 행정 구역

세인트빈센트 그레나딘은 6개 구로 구성되어 있다. 이 가운데 5개 구는 세인트빈센트섬에, 1개 구는 그레나딘 제도에 위치한다.
- 샬럿구 (Charlotte Parish)
- 그레나딘구 (Grenadines Parish)
- 세인트앤드루구 (Saint Andrew Parish)
- 세인트데이비드구 (Saint David Parish)
- 세인트조지구 (Saint George Parish)
- 세인트패트릭구 (Saint Patrick Parish)